# Tess Mattisson
Therese "Tess" Mattisson, född 13 februari 1978 i Solna, är en svensk sångare.
Tess dansade och körade bakom bland andra Rob'n'Raz, Dr. Alban och Basic Element. Hon var front-figur i eurodance-gruppen La Cream 1997-2000 och började därefter en solokarriär på skivbolaget Bonnier Music.

## Diskografi
Avser solokarriären under eget namn.

### Album
- Sound & Vision (1999)
- One Love to Justify (2000)

### Singlar
- "One Love" (2000)
- "Viva L'amor" (2000)
- "Justify My Love" (2000)
- "The Second You Sleep" (2004)
- "Breathless" (2005)